# Straumøybleikjene
Straumøybleikjene est une île dans le landskap Sunnhordland du comté de Vestland. Elle appartient administrativement à Fitjar.

## Géographie
L'île est en réalité un amas de huit îlots rocheux et désertiques, à fleur d'eau, qui s'étendent sur environ 144 m de longueur pour une largeur approximative de 75 m. 